# Mattinata
Mattinata is een gemeente in de Italiaanse provincie Foggia (regio Apulië) en telt 6445 inwoners (31-12-2004). De oppervlakte bedraagt 72,8 km², de bevolkingsdichtheid is 89 inwoners per km².

## Demografie
Mattinata telt ongeveer 2375 huishoudens. Het aantal inwoners steeg in de periode 1991-2001 met 1,4% volgens cijfers uit de tienjaarlijkse volkstellingen van ISTAT.
| Jaar | Inwoneraantal |
| ---- | ------------- |
| 1991 | 6245          |
| 2001 | 6333          |

## Geografie
De gemeente ligt op ongeveer 80 m boven zeeniveau.
Mattinata grenst aan de volgende gemeenten: Monte Sant'Angelo, Vieste, Manfredonia.

## Externe link

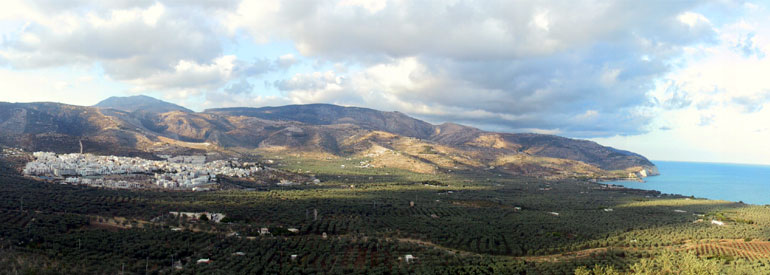
Overzicht
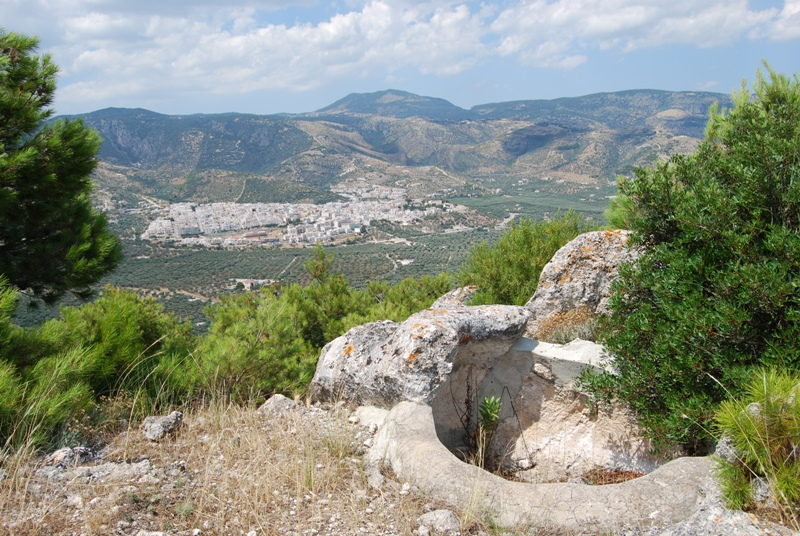
Graven van de Daunii op Monte Saraceno boven Mattinata
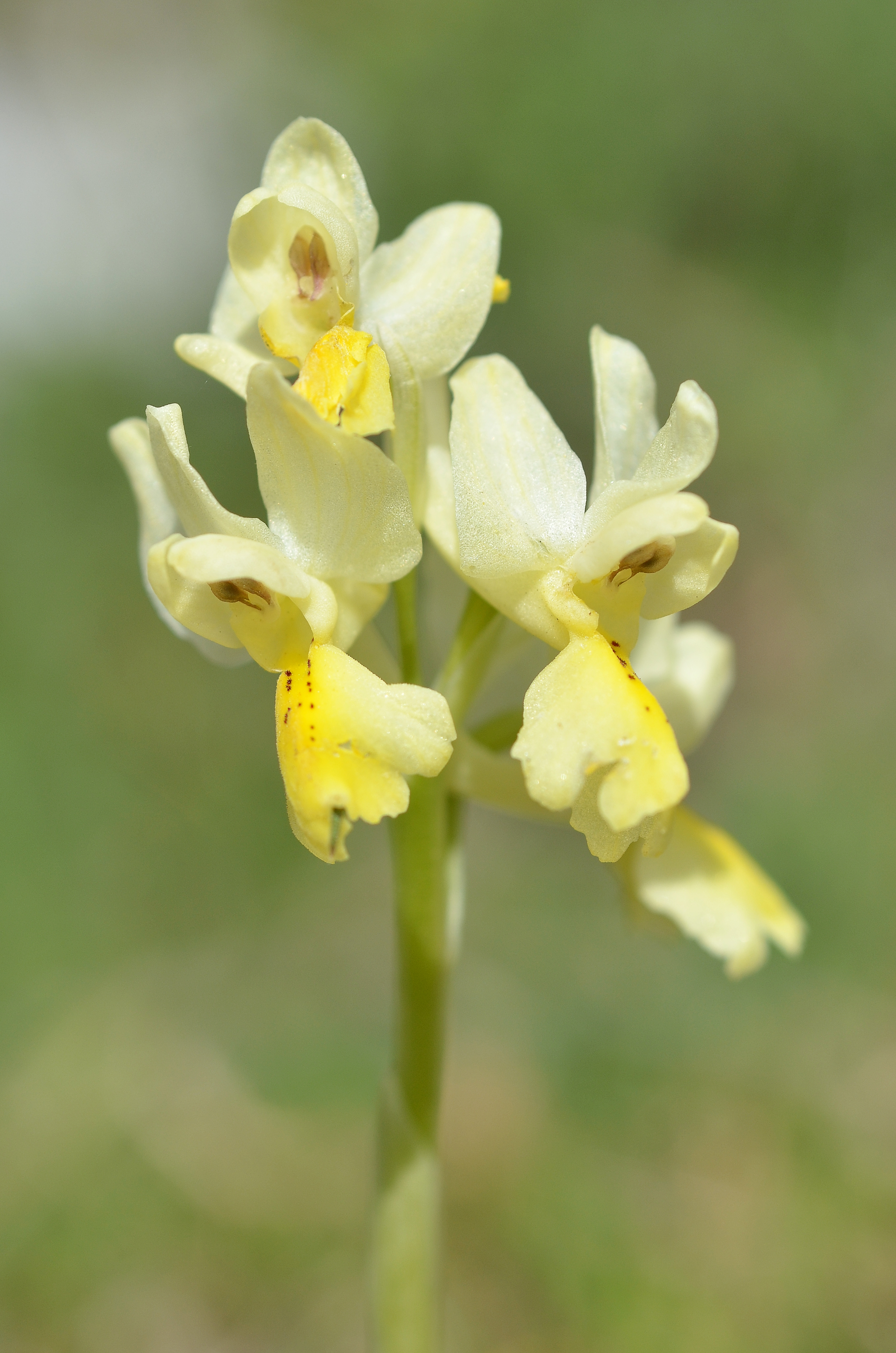
Orchidee Orchis (Androrchis) pauciflora bij Mattinata
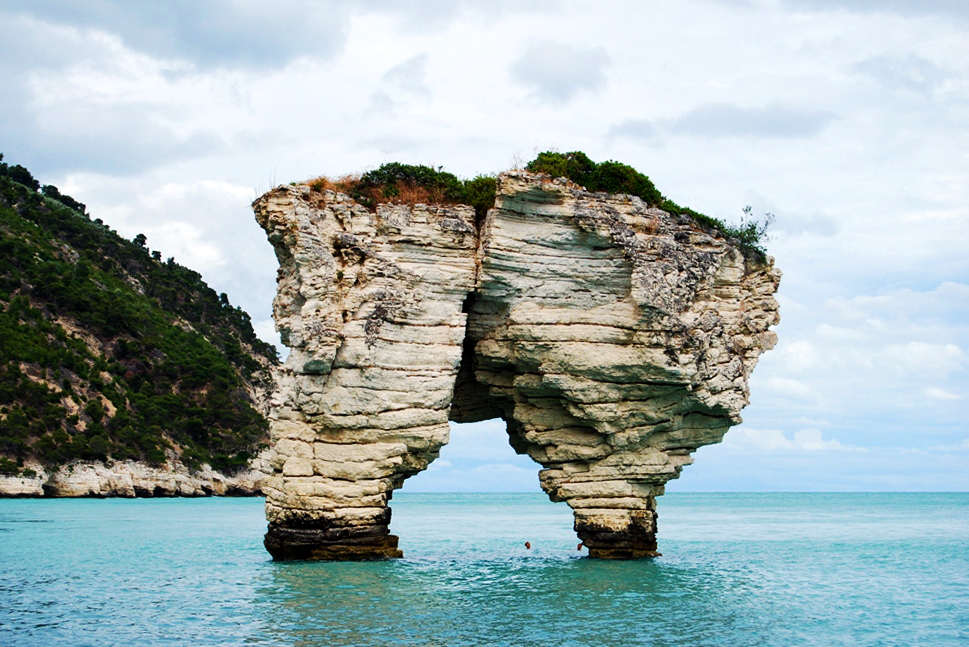
Baia dei Mergoli bij Mattinata, Parco del Gargano